# Mike Boddicker
Michael James Boddicker (né le 23 août 1957 à Cedar Rapids, Iowa, États-Unis) est un ancien lanceur droitier de baseball.
Joueur de la Ligue majeure de baseball de 1980 à 1993, il joue pour quatre clubs de la Ligue américaine : les Orioles de Baltimore de 1980 à 1988, les Red Sox de Boston de 1988 à 1990, les Royals de Kansas City en 1991 et 1992, puis les Brewers de Milwaukee en 1993.

## Carrière
Nommé joueur par excellence de la Série de championnat de la Ligue américaine en 1983, Mike Boddicker fait partie de l'équipe de Baltimore championne de la Série mondiale 1983. Il représente les Orioles au match des étoiles de 1984, année où il mène le baseball majeur avec 20 victoires et la Ligue américaine avec une moyenne de points mérités de 2,79 en 261 manches et un tiers lancées. En 1990, il gagne un Gant doré.
Dans la Série de championnat 1983 de la Ligue américaine, il est le lanceur partant des Orioles dans le second match face aux White Sox de Chicago, le 6 octobre. Il lance un match complet dans une victoire de 4-0 et réussit 14 retraits sur des prises, égalant alors le record des séries éliminatoires, qu'il partage alors avec Joe Coleman des Tigers de Détroit de 1972 et John Candelaria des Pirates de Pittsburgh de 1975. Boddicker lance un autre match complet quelques jours plus tard, dans le second match de la Série mondiale gagnée par les Orioles sur les Phillies de Philadelphie, qu'il bat 4-1 en ne leur accordant que 3 coups sûrs. Boddicker, qui est alors âgé de 26 ans, est encore considéré comme un joueur recrue après avoir passé deux années entières dans les ligues mineures, puis trois autres à faire la navette entre les mineures et Baltimore. Son match en finale de 1983 contre Philadelphie est en 2015 jugé meilleure performance en Série mondiale par un lanceur recrue, selon le site SportsOnEarth.com, qui se base sur une formule créée par Bill James.
Ancien joueur des Hawkeyes de l'université de l'Iowa, Mike Boddicker dispute 342 matchs dans le baseball majeur de 1980 à 1993, dont 309 comme lanceur partant. Il compte 134 victoires contre 116 défaites, avec 63 matchs complets dont 16 blanchissages. Il réussit 1 330 retraits sur des prises et maintient une moyenne de points mérités en carrière de 3,80 en 2 123 manches et deux tiers lancées au total.